# Алан Фіальо
Алан Гельхорн Фіальо (порт.-браз. Alan Gelhorn Fialho / пол. Alan Gelhorn Fialho; нар. 1 лютого 1993, Ріо-де-Жанейро, Бразилія) — бразильський та польський футболіст, центральний захисник.

## Клубна кар'єра
Народився в Ріо-де-Жанейро. Вихованець «Греміо Баруері», звідки на початку 2011 року перебрався до академії «Осаско Одакс». У 2012 році почав залучатися до тренувань першої команди вище вказаного клубу. 4 лютого 2012 року вперше потрапив до заявки на матч головної команди, у поєдинку 4-го туру Серії A2 Ліги Паулісти проти «Ріу-Прету», але на поле так і не вийшов. У сезоні 2012 року двічі потрапляв до заявки основної команди, але в жодному з них на поле не виходив. У дорослому футболі дебютував 17 лютого 2013 року в нічийному (2:2) виїзному поєдинку 8-го туру Серії A2 Ліги Паулісти проти «Гуаратінгети». Алан вийшов на поле в стартовому складі та відіграв увесь матч. У сезоні 2013 року зіграв 5 матчів у другому дивізіоні чемпіонату штату та 1 поєдинок у кубку штату.
На початку травня 2013 року вільним агентом перебрався у «Флуміненсе». Проте заграти в команді йому не вдалося. На початку серпня 2013 року відправився в оренду до «Легії». У команді перебував один сезон, але через величезну конкуренцію не зіграв за гранда польського футболу жодного офіційного матчу. Після цього повернувся до «Флуміненсе», але керівництво клубу вирішило відправити його в чергову оренду. Наприкінці липня 2014 року перебрався в «Арку». У футболці гдинського клубу дебютував 13 серпня 2014 року в програному (0:1) виїзному поєдинку кубку Польщі проти «Грифа» (Вейгерово). Фіальо вийшов на поле в стартовому складі та відіграв увесь матч. У Першій лізі Польщі дебютував 30 серпня 2014 року в нічийному (4:4) виїзному поєдинку 6-го туру проти «Медзі». Алан вийшов на поле на 90-й хвилині, замінивши Міхала Налепу. Першим голом у Першій лізі відзначився 8 листопада 2014 року на 14-й хвилині 16-го туру проти «Олімпії» (Грудзьондз). Алан вийшов на поле в стартовому складі, але на 55-й хвилині отримав другу жовту картку. У першій половині 2014/15 років зіграв 10 матчів (2 голи) в чемпіонаті Польщі та 1 поєдинок у національному кубку. У середині січня 2015 року повернувся на батьківщину, де пішов у чергову оренду, цього разу до «Ліненсе». Проте в складі нового клубу не зіграв жодного матчу, але 5 разів потрапляв до заявки команди на поєдинку Серії А1 Ліги Паулісти. На початку липня 2015 року повернувся в «Арку», де виступав у Першій лізі Польщі (18 матчів, 2 голи у першості Польщі). Наприкінці червня 2016 року знову повернувся до «Флуміненсе». Наприкінці 2016 року 2 рази потрапляв до заявки першої команди на матчі Серії A, але в жодному з них на поле не виходив. У 2016 році Фіальо був близьким до переходу в ізраїльський «Ашдод», оскільки відповідав вимогам для отримання ізраїльського громадянства.
На початку січня 2017 року підписав орендну угоду з «Шаморіним». У складі нової команди дебютував 5 березня 2017 року в переможному (4:1) виїзному поєдинку Другої ліги Словаччини проти другої команди «Спартака» (Трнава). Фіальо вийшов на поле в стартовому складі та відіграв увесь матч. У березні 2017 року провів 4 матчі в Другій лізі Словаччини. Наприкінці червня 2017 року повернувся до «Флуміненсе». У 2018 році перебував в оренді у «Волта-Редонді», але не зіграв жодного офіційного поєдинку.

## Кар'єра в збірній
Завдяки отриманню польського паспорту, Фіальо отримав виклик до молодіжної збірної Польщі, але залишив табір збірної, оскільки не володів польською мовою.

## Досягнення

### Клубна
«Арка» (Гдиня)
- Перша ліга Польщі
  -  Чемпіон (1): 2016